# 中国剧院
39°56′47″N 116°18′16″E / 39.946488°N 116.304433°E

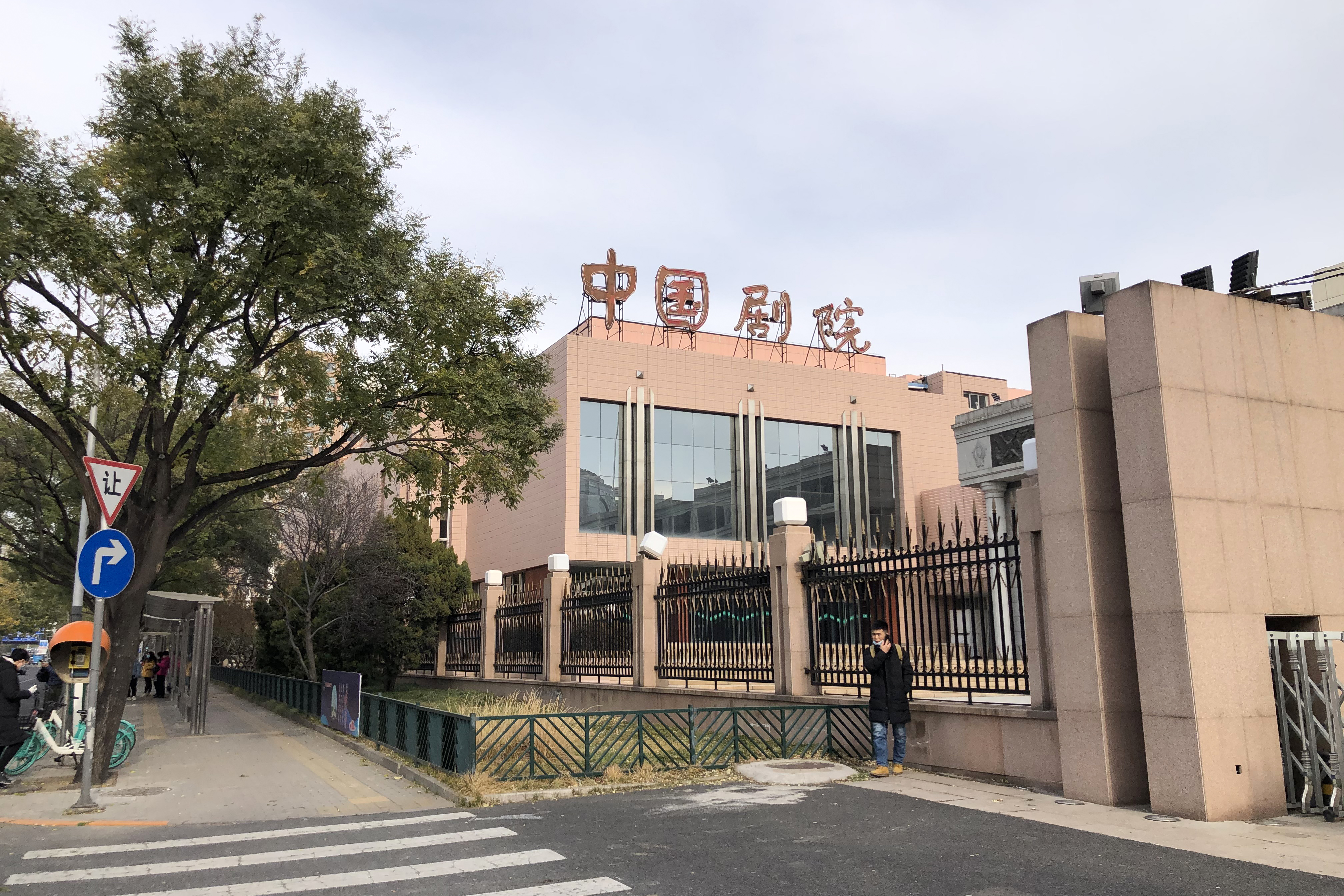
中国剧院

中国剧院是位于中国北京市海淀区西三环北路16号（万寿寺甲27号）的一座剧院。

## 简介
中国剧院原为总政歌舞团排练场，1983年6月16日起在原有排练场建筑基础上扩建，设备调试工作于1983年12月基本完成，1984年启用后用于大型音乐舞蹈史诗《中国革命之歌》的演出，此后也被中央军委用于慰问驻京部队老干部文艺晚会等活动。该剧院配备有推拉升降机械舞台和乐池，电脑控制的各种灯具，以及建声、扩声系统和音响录音设备。剧院大厅吊装有灯饰。剧院还设有观众厅、大贵宾休息室、小贵宾休息室等。